# Schronisko turystyczne na Dębowcu
Schronisko turystyczne na Dębowcu – górskie schronisko turystyczne, obecnie gospoda w Beskidzie Śląskim, na Dębowcu w grupie Klimczoka, na wysokości 526 m n.p.m.

## Historia

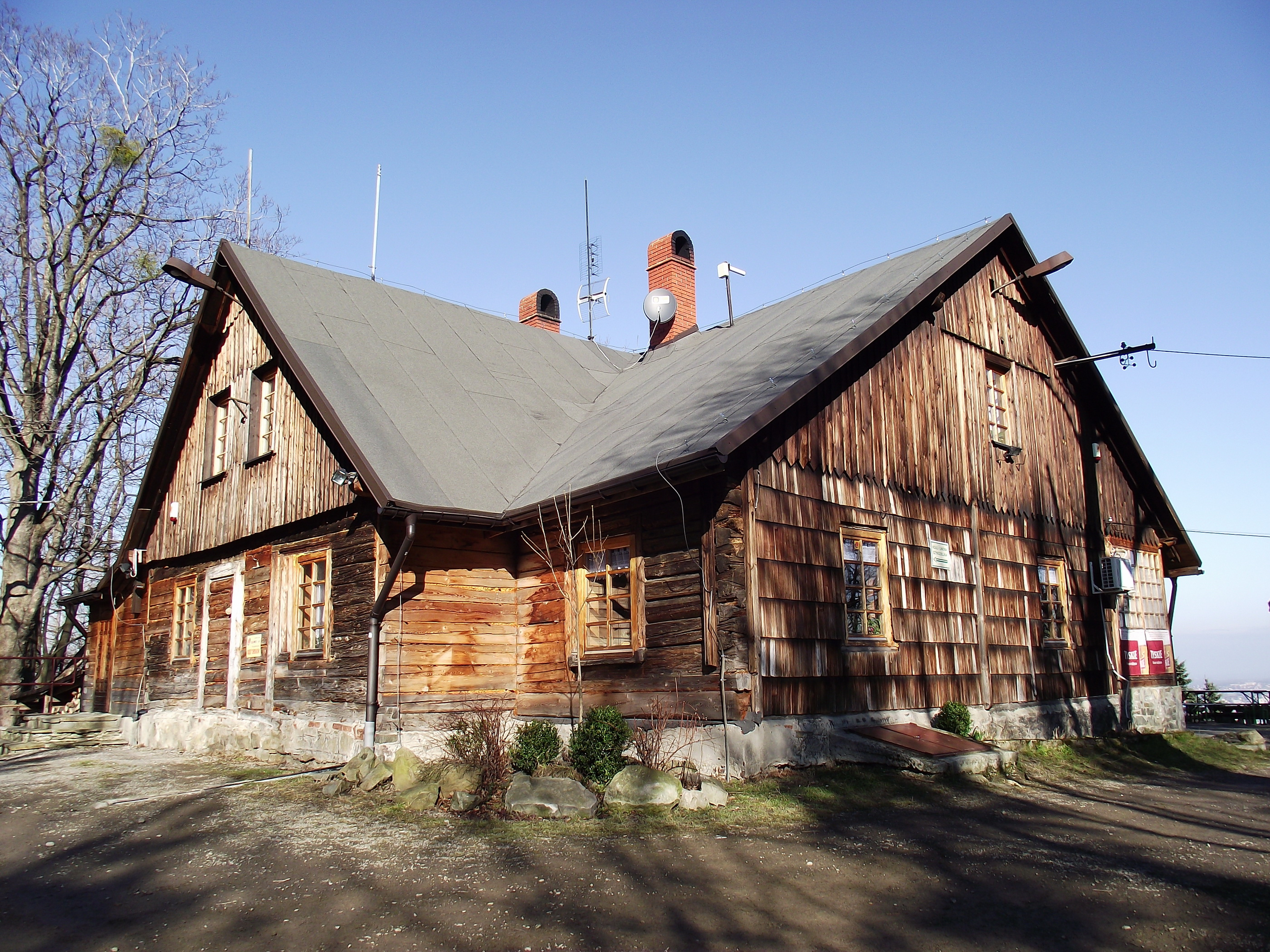
Widok od tyłu (2011)

Prawdopodobnie w I połowie XIX wieku na górnym skraju polany zarząd lasów księcia Sułkowskiego wzniósł solidną, modrzewiową gajówkę, którą w 1895 przejęło niemieckie towarzystwo turystyczne Beskidenverein z Bielska. Początkowo obiekt służył jednak jako restauracja Baumgärtel (Zakątek Leśny), funkcję schroniska zaczęło pełnić później.
W okresie II wojny światowej gospodarzem schroniska był A. Kubitza. Po wojnie zaniedbane i splądrowane schronisko wykorzystywał Związek Harcerstwa Polskiego. W 1954 roku
Dyrekcja Lasów Państwowych przekazała schronisko oddziałowi Polskiego Towarzystwa Turystyczno-Krajoznawczego w Bielsku-Białej. Po przeprowadzeniu remontu, w 1955 wybudowano obok schroniska domki campingowe, w których urządzono 30 miejsc noclegowych. Przez wiele lat rozpoczynały się tu turnusy wędrownych wczasów turystycznych, organizowanych przez PTTK w Beskidach. W kolejnych latach stare domki wymieniono na nowe, obszerniejsze o 2 pomieszczeniach. Gospodarzami schroniska PTTK byli kolejno: Wiesław Szafrański, Jan Bieroński, Jerzy Sikora oraz Barbara i Andrzej Kamieńscy.
Od 1992 w obiekcie funkcjonował ośrodek campingowy i gastronomiczny. Zlikwidowano zużyte domki campingowe, a budynek wyremontowano. W 2002 budynek wydzierżawiała rodzina Kucharskich („Kedan” s.c.), która poddała go kolejnemu generalnemu remontowi, w trakcie którego całkowicie zmodernizowano wnętrza, odrestaurowano przeszkloną werandę, zbudowano ekologiczną oczyszczalnię ścieków i przeniesiono toalety do wnętrza budynku. Pod koniec 2012 rozpoczęła się kolejna modernizacja schroniska – do tej pory w części sal jadalnych posadzkę wyłożono kamieniem, podobną podłogę zaplanowano dla sali kominkowej oraz werandy, przebudowie ma ulec również kuchnia, a zewnętrzna elewacja zostanie w przeciągu dwóch najbliższych lat odrestaurowana.

## Warunki pobytu
Obiekt nie oferuje noclegów i podobnie jak w początkach działalności, pełni rolę restauracji (gospody). Sprzed schroniska roztacza się rozległa panorama Bielska-Białej i zachodniej części Beskidu Małego z grupą Magurki Wilkowickiej.